# Iruña de Oca/Iruña Oka
Iruña de Oca (Basque: Iruña Okalà một đô thị trong tỉnh Araba (Álava), thuộc Xứ Basque, phía bắc Tây Ban Nha.